# Microcreagris pusilla
Espèce
Synonymes
- Ideobisium formosanum Ellingsen, 1912 nec Ellingsen, 1912

Microcreagris pusilla est une espèce de pseudoscorpions de la famille des Neobisiidae.

## Distribution
Cette espèce est endémique de Taïwan.

## Description
L'holotype mesure 2 mm.

## Systématique et taxinomie
Cette espèce a été décrite sous le nom Ideobisium formosanum par Ellingsen en 1912. Elle est placée dans le genre Microcreagris par Beier en 1937, il la renomme Microcreagris pusilla car Microcreagris formosana était préoccupé.

## Publications originales
- Beier, 1937 : Neue ostasiatische Pseudoscorpione aus dem Zoologischen Museum Berlin. Mitteilung aus dem Zoologischen Museum in Berlin, vol. 22, p. 268-279.
- Ellingsen, 1912 : H. Sauter's Formosa-Ausbeute. Pseudoscorpions from Formosa. I. Nytt Magasin for Naturvidenskapene, vol. 50, p. 121-128 (texte intégral).